# Giovane Scuola
Giovane Scuola (ital. „Junge Schule“) wird eine Gruppe italienischer Komponisten um 1900 herum genannt, die zur Hauptsache Opern schrieben. 
Sie folgten auf Giuseppe Verdi, der lange Jahre die italienische Oper beherrscht hatte, orientierten sich aber mehr an französischen (Jules Massenet) oder deutschen (Richard Wagner) Vorbildern. Einige standen der Verismo-Bewegung nahe, die international als Erneuerung der italienischen Oper wahrgenommen wurde. Der Verismus in der Literatur gab der Oper wertvolle Impulse, vor allem in Bezug auf die Librettogestaltung, Dramaturgie und Stoffwahl.
Zur Giovane Scuola werden die Komponisten Alfredo Catalani (Loreley, 1890; La Wally, 1892), Francesco Cilea (L’Arlesiana, 1897; Adriana Lecouvreur, 1902), Alberto Franchetti (Cristoforo Colombo, 1892; Germania, 1902), Umberto Giordano (Andrea Chénier, 1896; Fedora, 1898), Ruggero Leoncavallo (Pagliacci, 1892), Pietro Mascagni (Cavalleria rusticana, 1890) und Giacomo Puccini (Tosca, 1900) gerechnet. Auch der etwas jüngere Don Lorenzo Perosi (La risurrezione di Cristo, 1898), der vorwiegend geistliche Musik komponierte, wird dazu gezählt.
Die Giovane Scuola als erneuernde Strömung in der italienischen Musik wird vor dem Ersten Weltkrieg von der Generazione dell’Ottanta abgelöst, die sich nur noch am Rande der Oper widmete (während Puccini nach wie vor erfolgreich war) und zu der die Komponisten Ildebrando Pizzetti, Gian Francesco Malipiero, Ottorino Respighi und Alfredo Casella gehören.